# 伊藤晴彦
伊藤 晴彦（いとう はるひこ、1953年（昭和28年）2月20日 - ）は、日本の政治家。元大阪府泉大津市長（1期）。漫才師のオール阪神は従兄弟。

## 来歴
1975年（昭和50年）3月、近畿大学法学部卒業。1977年（昭和52年）4月1日、泉大津市役所に採用される。公民館勤務を経て、2009年（平成21年）4月1日、健康福祉部長に就任。2012年（平成24年）4月1日、泉大津市参与を兼任する。
衆院選に立候補するため、泉大津市長の神谷昇が2012年（平成24年）11月30日付で辞職（神谷は大阪18区から立候補するも落選、比例復活に回る）。これに伴い2013年（平成25年）1月13日に行われた泉大津市長選挙に立候補し、前市議の小西日出夫を僅差で破り初当選。
※当日有権者数：59,494人 最終投票率：36.69%（前回比：pts）
| 候補者名   | 年齢 | 所属党派 | 新旧別 | 得票数   | 得票率 | 推薦・支持 |
| ---------- | ---- | -------- | ------ | -------- | ------ | ---------- |
| 伊藤晴彦   | 59   | 無所属   | 新     | 10,979票 | 51.47% |            |
| 小西日出夫 | 64   | 無所属   | 新     | 10,352票 | 48.53% |            |

2016年（平成28年）12月18日に行われた市長選では元市議の南出賢一に敗れた。
※当日有権者数：61,047人 最終投票率：39.30%（前回比：+2.61pts）
| 候補者名 | 年齢 | 所属党派 | 新旧別 | 得票数   | 得票率 | 推薦・支持 |
| -------- | ---- | -------- | ------ | -------- | ------ | ---------- |
| 南出賢一 | 36   | 無所属   | 新     | 13,575票 | 57.08% |            |
| 伊藤晴彦 | 63   | 無所属   | 現     | 10,207票 | 42.92% |            |

2023年（令和5年）春の叙勲で旭日双光章を受章した。